# Etrema
Etrema là một chi ốc biển, là động vật thân mềm chân bụng sống ở biển trong họ Clathurellidae, họ ốc cối.

## Các loài
According to the Cơ sở dữ liệu sinh vật biển (WoRMS), species with valid names withtrong genus Etrema gồm có:
- Etrema acricula Hedley, 1922
- Etrema alphonsianum (Hervier, 1896): mentioned in OBIS as Etrema (Etrema) alphonsiana (Hervier, 1896) [3]
- Etrema argillacea (Hinds, 1843)
- Etrema bicolor (Angas, 1871)
- Etrema capillata Hedley, 1922
- Etrema carinata Bozzetti, 2009
- Etrema catapasta Hedley, 1922
- Etrema constricta Laseron, 1954
- Etrema crassilabrum (Reeve, 1843)
- Etrema crassina (Angas, 1880)
- Etrema cratis Kilburn & Dekker, 2008
- Etrema curtisiana Hedley, 1922
- Etrema denseplicata (Dunker, 1871)
- Etrema elegans Hedley, 1922
- Etrema firma Hedley, 1922
- Etrema glabriplicatum (Sowerby III, 1913): mentioned in OBIS as Etrema (Etrema) glabriplicata (Sowerby, 1913) [4]
- Etrema huberti (Sowerby III, 1893)
- Etrema kitcheni Laseron, 1954
- Etrema labiosa Hedley, 1922
- Etrema lata (Smith E. A., 1888)
- Etrema leukospiralis Chen & Huang, 2005
- Etrema levicosta Laseron, 1954
- Etrema minutissimelirata (Hervier, 1896)
- Etrema nassoides (Reeve, 1845)
- Etrema orirufa Hedley, 1922
- Etrema paucimaculata (Angas, 1880)
- Etrema perlissa (Smith E. A., 1904)
- Etrema polydesma Hedley, 1922
- Etrema pyramis Laseron, 1954
- Etrema ravella Hedley, 1922
- Etrema rubroapicata (Smith E. A., 1882)
- Etrema scalarina (Deshayes, 1863)
- Etrema sparula Hedley, 1922
- Etrema spurca (Hinds, 1843)
- Etrema streptonotus (Pilsbry, 1904)
- Etrema subauriformis (Smith E. A., 1879)
- Etrema tenera (Hedley, 1899)
- Etrema texta (Dunker, 1860)
- Etrema tortilabia Hedley, 1922
- Etrema trigonostomum (Hervier, 1896)

The Indo-Pacific Molluscan Database also gồm cós the following species with names in current use:
- Etrema lemniscata (G. & H. Nevill, 1875)

Subgenus Etrema Hedley, 1918
- Etrema aliciae (Melvill & Standen, 1895)
- Etrema alliterata (Hedley, 1915)
- Etrema culmea Hedley, 1922
- Etrema royi (Sowerby, 1913)

Subgenus Etremopa Oyama, 1953
- Etrema gainesii (Pilsbry, 1895)

Subgenus Etremopsis Powell, 1942
- Etrema albata (Smith, 1882)